# Stopplaats Moordrecht
Moordrecht (Md) is een voormalige stopplaats nabij Moordrecht, aan de spoorlijn Utrecht - Rotterdam tussen de huidige stations Gouda en Nieuwerkerk aan den IJssel. De stopplaats was open van 30 juli 1855 tot 15 mei 1935.